# Afterwards
Afterwards è un film del 2008 diretto da Gilles Bourdos.
È tratto dal romanzo L'uomo che credeva di non avere più tempo di Guillaume Musso del 2004.

## Trama
Un avvocato appena divorziato è scosso dopo aver incontrato un dottore che dice che può sentire quando le persone stanno per morire. Nathan Del Amico non crede al dottore, ma gli eventi che cominciano ad accadergli gli fanno credere che forse non starà ancora per molto tempo in questo mondo.